# Kuhle Wampe oder: Wem gehört die Welt?
Kuhle Wampe, oder: Wem gehört die Welt? (en alemany Kuhle Wampe o a qui pertany el món?) és una pel·lícula alemanya del 1932 sobre l'atur, el sensellarisme i la política d'esquerra a la República de Weimar produït per Prometheus Film. El guió va ser dissenyat i escrit per Bertolt Brecht. També va dirigir l'escena final: un debat polític entre desconeguts en un tren sobre el mercat mundial del cafè. La resta de la pel·lícula va ser dirigida per Slatan Dudow. La música de la pel·lícula va ser composta per Hanns Eisler.
Kuhle Wampe era un campament de tendes al Müggelsee a Berlín. Wampe en dialecte berlinès significa "estómac", de manera que el títol es podria convertir en "Estómac buit". Gelegentlich ist er im öffentlich-rechtlichen deutschsprachigen Fernsehen zu sehen.
La pel·lícula va ser prohibida a Alemanya el 1932 a causa de les acusacions que representava el president, el sistema legal i la religió de manera negativa, però, després de les protestes, la prohibició es va aixecar per a una versió retallada. La pel·lícula va romandre sense veure durant molts anys. Tanmateix, ara hi ha disponible una impressió restaurada i el British Film Institute va publicar un vídeo el 1999, juntament amb un documental videoassaig sobre la pel·lícula original d'Andrew Hoellering, fill del productor de la pel·lícula George Hoellering.

## Argument
Kuhle Wampe té lloc al Berlín de principis dels anys trenta. La pel·lícula comença amb un muntatge de titulars de diaris que descriuen xifres d'atur en constant augment; seguides d'escenes d'un jove que busca feina a la ciutat i la família discutint sobre el lloguer impagat. Aleshores el jove, germà de la protagonista Anni, es treu el rellotge de polsera i se suïcida per defenestració. Poc després, són desallotjats del seu pis. Ara sense llar, la família es trasllada a una mena de ciutat jardí amb el nom de "Kuhle Wampe".
Anni, la filla de la família i l'únic membre de la família que encara té feina, queda embarassada i després es compromet amb el seu xicot, Fritz, que es queixa que el seu matrimoni fou obligat a causa de l'embaràs. L'Anni deixa en Fritz i es trasllada a l'apartament de la seva amiga Gerda. Més tard es troba en un esdeveniment esportiu d'obrers on coneix en Fritz, que fa poc ha perdut la feina, i es retroben.
L'escena climàtica (escrita per Brecht) representa un debat polític improvisat. Quan tornen a casa amb tren, l'Anni, el Fritz i altres treballadors discuteixen amb passatgers rics i de classe mitjana sobre la crisi financera mundial. Un dels treballadors assenyala que els benestants no canviaran el món, a la qual cosa un dels rics pregunta interrogativament: "Qui més, doncs, pot canviar el món?" La Gerda respon: "Els que no els agrada".
La pel·lícula acaba amb el cant de la Cançó Solidària, amb lletra de Brecht i música de Hanns Eisler.

## Repartiment
- Hertha Thiele com a Anni
- Ernst Busch com a Fritz
- Martha Wolter com a Gerda
- Adolf Fischer com a Karl Genosse
- Lili Schoenborn-Anspach
- Max Sablotzki
- Alfred Schaefer
- Gerhard Bienert
- Martha Burchardi
- Carl Heinz Charrell
- Helene Weigel com a cantant de ball (veu)
- Karl Kahmen
- Fritz Erpenbeck
- Erwin Geschonneck
- Josef Hanoszek
- Richard Pilgert
- Hugo Werner-Kahle
- Hermann Krehan
- Paul Kretzburg
- Anna Muller-Lincke
- Rudolf Pehls
- Erich Peters
- Olly Rummel
- Willi Schur
- Martha Seemann
- Hans Stern
- Karl Wagner

## Estrena en vídeo
- Kuhle Wampe, BFIV053, subtitulat, en blanc i negre, 68 minuts de durada, amb un documental de 48 minuts
- Kuhle Wampe, or Who Owns the World? DVD de la biblioteca de cinema DEFA, restaurat, subtitulat, en blanc i negre, 69 minuts de durada
- Kuhle Wampe — Censored! reconstrucció del cas de censura contra la pel·lícula original, DVD DEFA Film Library, subtitulat, blanc i negre, 63 minuts temps d'execució